# Bob Crompton
Robert „Bob“ Crompton (* 26. September 1879 in Blackburn; † 16. März 1941 ebenda) war ein englischer Fußballspieler und -trainer. Nahezu seine gesamte Karriere verbrachte er sowohl als Spieler sowie als Trainer bei den Blackburn Rovers. Zudem absolvierte er in der Zeit zwischen 1902 und 1914 für die englische Fußballnationalmannschaft insgesamt 41 Spiele und war zumeist Mannschaftskapitän.

## Sportlicher Werdegang
Crompton debütierte im Jahr 1897 im Alter von 17 Jahren auf der Position des rechten Verteidigers für die Blackburn Rovers und sollte dort für die nächsten 23 Jahre, unterbrochen durch den Ersten Weltkrieg, als er zeitweise für den FC Blackpool auflief, in mehr als 600 Begegnungen spielen. Er gewann in den Jahren 1912 und 1914 als Kapitän seiner Mannschaft die englische Meisterschaft. In der Nationalmannschaft gab er am 3. März 1902 seinen Einstand beim Auswärtsspiel in Wales, das 0:0 endete. Später wurde er der erste Mannschaftskapitän Englands mit Profistatus, nachdem zuvor diese Rolle ausschließlich Amateuren vorbehalten war.
Crompton zeichnete sich durch ein hohes taktisches Verständnis und überdurchschnittliche Führungsqualitäten aus. Zudem unterlag er bei Kopfballduellen nur selten. Während der wohl besten Zeit, die Blackburn in den Zeiten der gewonnenen Meisterschaften durchlebte, begab sich der Verein mit Crompton zu Auswärtsspielen in Österreich und Ungarn, die außerhalb Großbritanniens als die fortschrittlichsten Fußballnationen galten. Der britische Fußball erwies sich dabei als zu gut für Kontinentaleuropa und Crompton galt inoffiziell in der Fachwelt als der weltweit beste Spieler.
Im Jahr 1926 übernahm er bei den Rovers von Jack Karr die Trainerfunktion und führte den Verein zwei Jahre später zum FA-Cup-Sieg, in dessen Finale Huddersfield Town besiegt werden konnte. Nachdem er dann 1930 die Funktion aufgegeben hatte, kehrte er 1938 zu dem Verein, der mittlerweile nur noch zweitklassig war, zurück und führte ihn auf Anhieb wieder in die First Division. Crompton starb im Jahr 1941, während er noch in Diensten des Vereins stand.

## Erfolge
- Englischer Meister: 1912, 1914
- FA-Cup-Sieger: 1928 (als Trainer)